# 赫德爾斯頓 (阿肯色州)
赫德爾斯頓（英語：Huddleston）是位於美國阿肯色州蒙哥馬利縣的一個非建制地區。該地的面積和人口皆未知。

## 地理
赫德爾斯頓的座標為34°35′10″N 93°50′44″W / 34.58611°N 93.84556°W，而該地的平均海拔高度為260米（即753英尺）。